# Smet

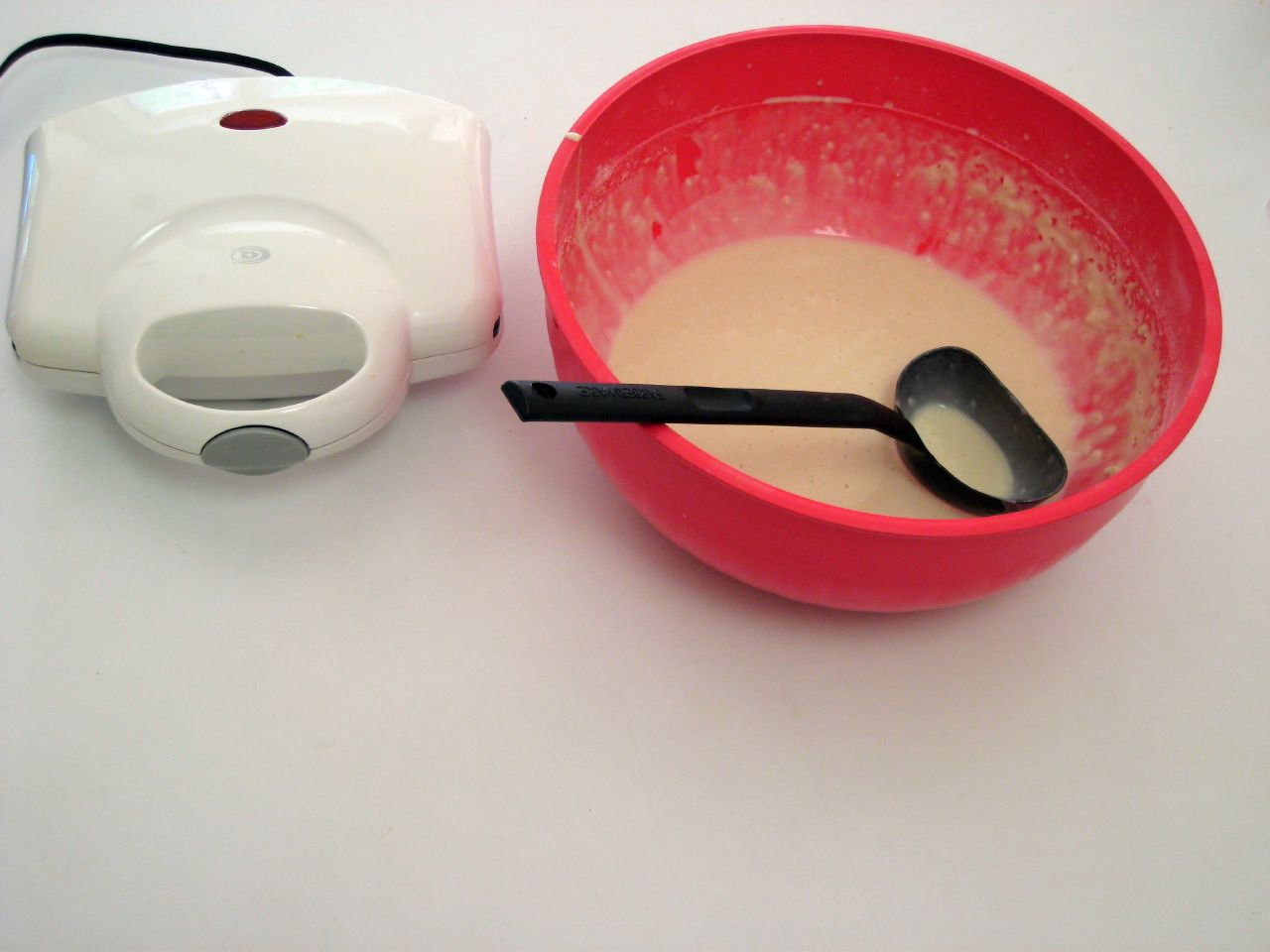
Ett våffeljärn och en bunke med smet.

Smet är en kladdig blandning av olika ingredienser, för framställande av en maträtt eller bakverk. En smet består oftast av något sorts mjöl och en vätska, så som vatten eller mjölk. Ägg och något sorts jäsmedel är också vanligt förekommande. 
En smets viskositet kan variera kraftigt. Från en relativt fast smet, till en betydligt tunnare sådan. En smet tillagas vanligtvis på något sätt, till exempel genom stekning eller bakning. En smet kan användas till att göra bland annat pannkakor, våfflor, muffins, munkar, tårtor och vissa bröd.